# 24 Hour Party People
24 Hour Party People (prt: 24 Hour Party People; bra: A Festa Nunca Termina) é um filme britânico de 2002 dirigido por Michael Winterbottom. 
O enredo retrata a cena roqueira de Manchester (mais especificamente, o selo Factory Records) do final dos anos 1970 até o início dos 1990. O nome do filme foi tirado da música "Twenty Four Hour Party People", do álbum Squirrel and G-Man Twenty Four Hour Party People Plastic Face Carnt Smile (White Out), da banda Happy Mondays.

## Sinopse
A história começa em 1976, na era punk, se estendendo até os anos em que Manchester fora Madchester no final dos 80. O filme é narrado e protagonizado por Tony Wilson (interpretado pelo comediante Steve Coogan).
O filme é uma dramatização de eventos reais e simbólicos: Wilson, um repórter da TV Granada, decide, após o show dos Sex Pistols em Manchester no ano de 1976, organizar a noite da Factory, festas que ocorriam no Russel Club às sextas para bandas independentes, onde aparecem os nomes Joy Division, A Certain Ratio, Vini Reilly e Durutti Column. Com o sucesso da festa, Wilson funda uma gravadora com Alan Erasmus, também chamada Factory, e escala o bicho-grilo Martin Hannett para produzir os discos do selo.
A abordagem da cena punk encerra-se após o suicídio de Ian Curtis, vocalista do Joy Division. A partir daí, o filme desenrola-se para a cena dance de Manchester, mostrando a abertura do clube Haçienda e a história dos Happy Mondays (o New Order está limitado à uma cena onde toca-se uma "Blue Monday" acústica). 
O filme encerra-se com o fechamento do Haçienda devido à falência da Factory, seguindo-se a um divertido e antológico epílogo em que Wilson vê Deus.